# Wielgie (powiat lipnowski)
Wielgie – wieś w Polsce położona w województwie kujawsko-pomorskim, w powiecie lipnowskim, w gminie Wielgie.

## Podział administracyjny
W latach 1975–1998 miejscowość należała administracyjnie do województwa włocławskiego. Miejscowość jest siedzibą gminy Wielgie. Do 1954 roku miejscowość była siedzibą gminy Czarne.

## Demografia
Według Narodowego Spisu Powszechnego (III 2011 r.) liczyła 1379 mieszkańców. Jest największą miejscowością gminy Wielgie.

## Grupy wyznaniowe
We wsi znajduje się parafia pw. św. Wawrzyńca.

## Zabytki
Według rejestru zabytków NID na listę zabytków wpisane są:
- drewniany kościół parafialny pw. św. Wawrzyńca z połowy XVIII w., nr rej.: A/430 z 10.11.1982
- zespół dworski z przełomu XIX/XX w., nr rej.: 265/A z 20.06.1988:
  - dwór z połowy XIX w.
  - park
  - budynek gospodarczy